# Plantago asperrima
Plantago asperrima är en grobladsväxtart som beskrevs av Gabriel Marie Joseph Hervier-Basson. Plantago asperrima ingår i släktet kämpar, och familjen grobladsväxter. Inga underarter finns listade i Catalogue of Life.